# Ellen Swallow Richards
Ellen Henrietta Swallow Richards (Dunstable, 3 dicembre 1842 – Boston, 30 marzo 1911) è stata un'ingegnere e chimica statunitense.
Il suo lavoro pionieristico nell'ingegneria sanitaria e la ricerca sperimentale nella scienza domestica hanno gettato le basi per la nuova scienza dell'economia domestica. Fu la fondatrice del movimento per l'economia domestica caratterizzata dall'applicazione della scienza alla casa e la prima ad applicare la chimica allo studio della nutrizione.
Richards si laureò alla Westford Academy nel 1862. Fu la prima donna ammessa al Massachusetts Institute of Technology . Si laureò nel 1873 e in seguito divenne la sua prima istruttrice femminile. Richards fu la prima donna in America accettata in qualsiasi scuola di scienza e tecnologia e la prima donna americana ad ottenere una laurea in chimica, che ottenne dal Vassar College nel 1870.
Richards era una femminista pragmatica, nonché una ecofemminista, che credeva che il lavoro delle donne all'interno della casa fosse un aspetto vitale dell'economia.

## Biografia

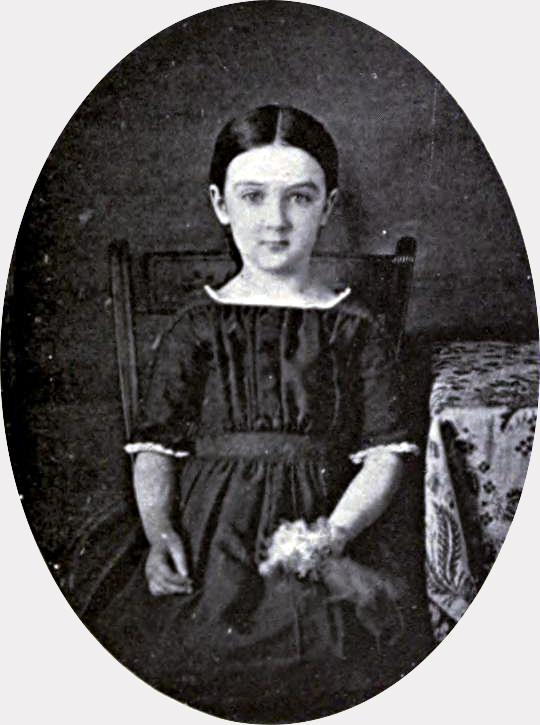
Dagherrotipo di Ellen Henrietta Swallow, ca. 1848

### Vita e formazione
Swallow studiò a casa nei suoi primi anni. Nel 1859 la famiglia si trasferì a Westford e frequentò la Westford Academy. La competenza latina di Swallow le permise di studiare il francese e il tedesco. Grazie alle sue abilità linguistiche, era molto richiesta come tutor e le entrate guadagnate in questo modo permisero a Swallow di proseguire gli studi. 

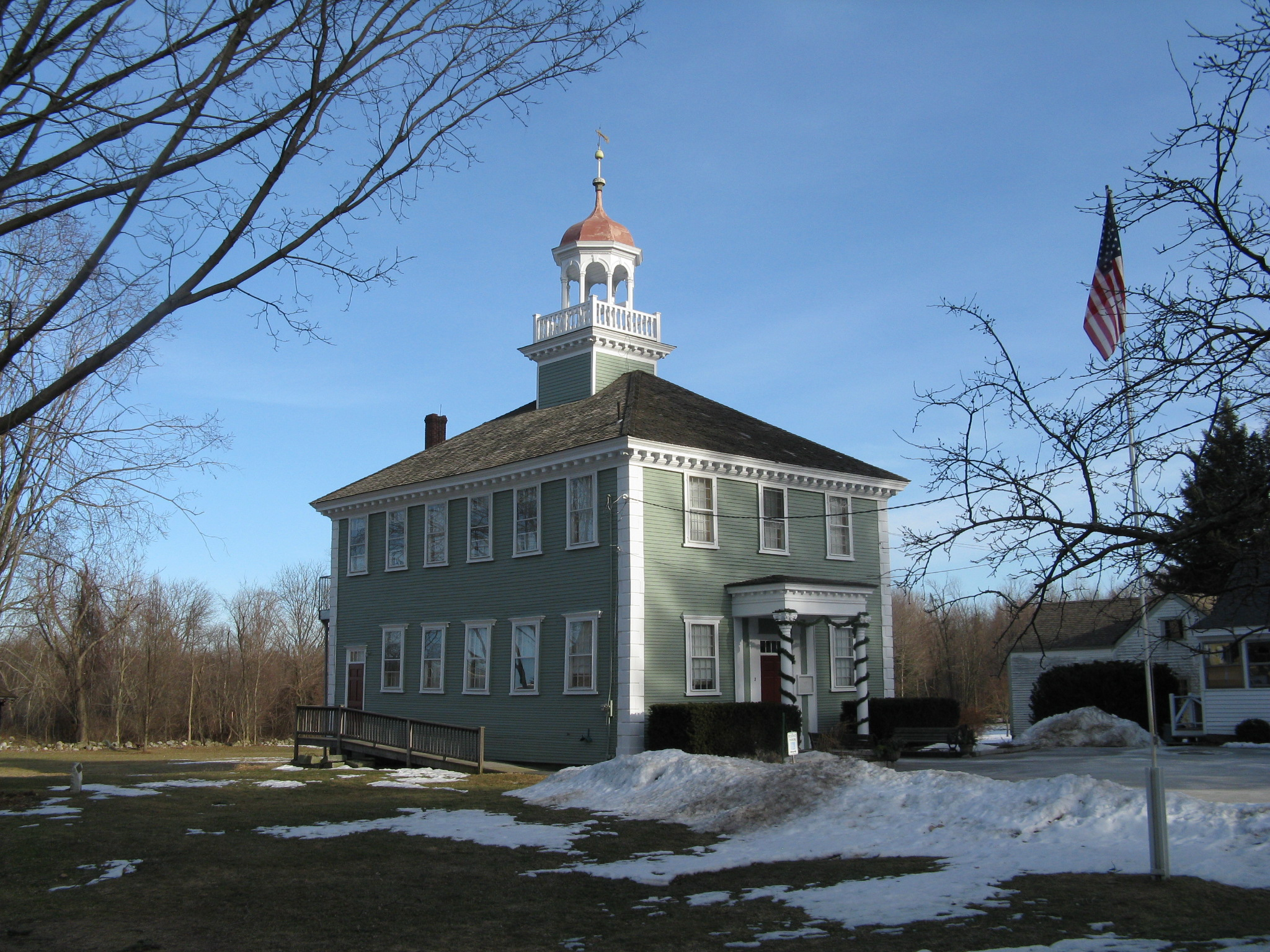
Old Westford Academy

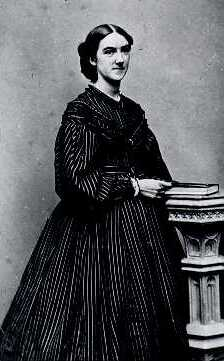
Ellen Henrietta Swallow, ca. 1864

Nella primavera del 1863 la famiglia si trasferì a Littleton, nel Massachusetts, dove il signor Swallow aveva acquistato un negozio più grande e ampliato la sua attività. Nel giugno 1864, Swallow, allora ventunenne, iniziò a lavorare come insegnante.

### Istruzione universitaria
Si laureò al Vassar College nel 1870. Durante gli anni al college si ispirò a Maria Mitchell.
Nel 1870 Swallow divenne la prima donna ad essere ammessa al Massachusetts Institute of Technology, dove si laureò in chimica nel 1873.
Richards fece parte del consiglio di fondazione del Vassar College per molti anni e ottenne un dottorato onorario in scienze nel 1910.

### Matrimonio

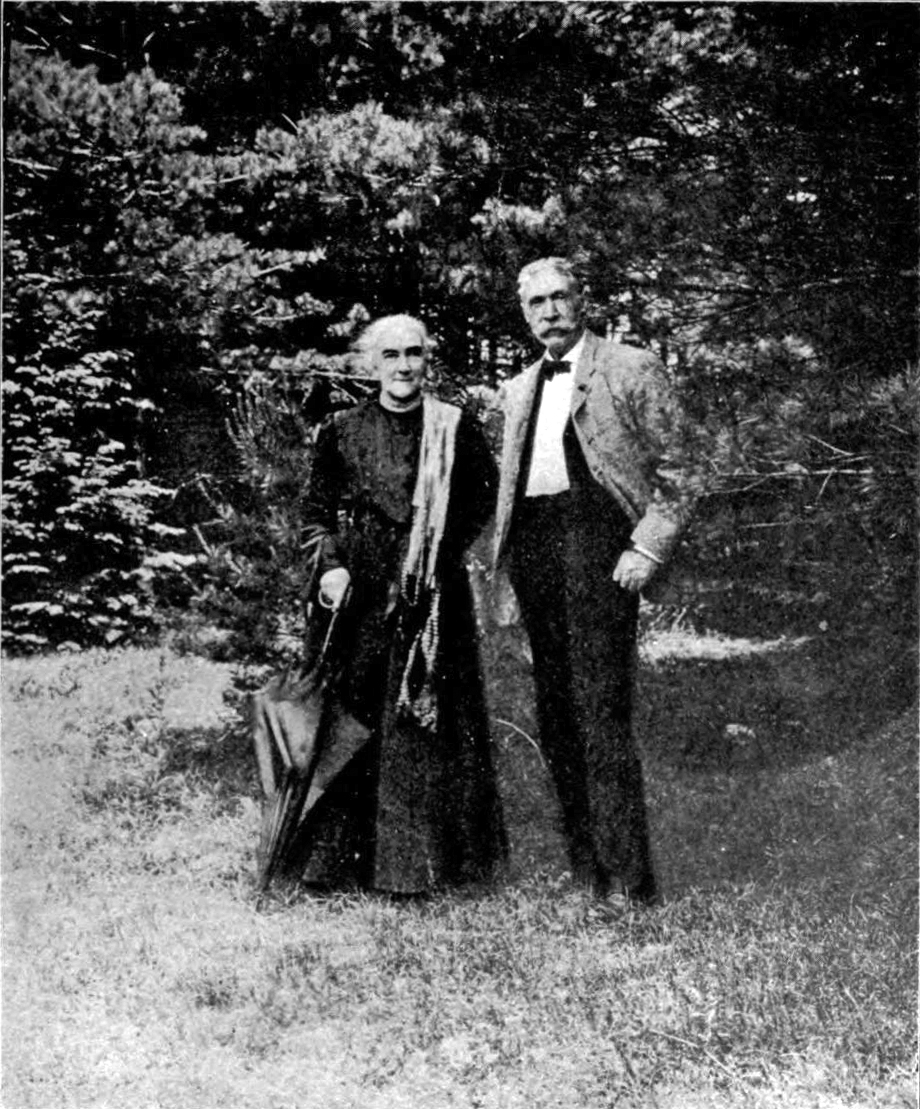
Robert ed Ellen Richards, 1904

Il 4 giugno 1875 Swallow sposò Robert H. Richards, presidente del dipartimento di ingegneria mineraria del MIT, con il quale aveva lavorato nel laboratorio di mineralogia. Si stabilirono a Jamaica Plain, nel Massachusetts. Con il sostegno di suo marito fu docente associata al MIT, offrendo volontariamente i suoi servizi e contribuendo con 1.000 dollari all'anno al "Woman's Laboratory", un programma in cui i suoi studenti erano principalmente insegnanti con una scarsa formazione in laboratorio e che desideravano svolgere esperimenti chimici e apprendere mineralogia.

## Carriera
Dal 1884 fino alla sua morte, Richards fu istruttrice presso il laboratorio di chimica sanitaria appena fondato presso la Lawrence Experiment Station, la prima negli Stati Uniti, guidata dal suo ex professore William R. Nichols.
Nel 1884 fu nominata istruttrice di chimica sanitaria in un laboratorio del MIT di recente formazione per lo studio dei servizi igienico-sanitari.
Richards fu consulente per il Consiglio di Stato della sanità del Massachusetts dal 1872 al 1875 e analista ufficiale dell'acqua del Commonwealth dal 1887 al 1897. Inoltre lavorò come esperta di nutrizione per il Dipartimento dell'Agricoltura degli Stati Uniti.

## Esperimenti scientifici

### Qualità dell'aria e dell'acqua
Negli anni ottanta del XIX secolo, i suoi interessi si orientarono verso le questioni igienico-sanitarie, in particolare la qualità dell'aria e dell'acqua. Eseguì una serie di test sull'acqua su 40.000 campioni di acque locali che servivano da acqua potabile per le loro popolazioni immediate. Ciò portò alla cosiddetta "Mappa del cloro normale di Richards" che predisse l'inquinamento delle acque interne nello stato del Massachusetts. Questa mappa tracciava le concentrazioni di cloruro nelle acque dello stato. Illustrò la distribuzione naturale dei cloruri dall'oceano. Di conseguenza, il Massachusetts stabilì i primi standard di qualità dell'acqua in America e fu creato il primo moderno impianto di trattamento delle acque fognarie.

### Mineralogia
Richards effettuò numerosi esperimenti in mineralogia, inclusa la scoperta di un residuo insolubile della samarskite, successivamente determinato da altri scienziati per produrre samario e gadolinio . Nel 1879 fu riconosciuta dall'American Institute of Mining and Metallurgical Engineers come la loro prima componente femminile.

### Servizi igienico-sanitari domestici
Richards pensava che tutte le donne dovessero essere istruite nelle scienze. Scrisse libri sulla scienza da usare in casa, come The Chemistry of Cooking and Cleaning, pubblicato nel 1882. Il suo libro Food Materials and Their Adulterations (1885) portò alla comparsa del primo Pure Food and Drug Act in Massachusetts.
Usava la sua casa come una specie di laboratorio sperimentale per vivere in modo più sano attraverso la scienza. Preoccupata per la qualità dell'aria nella sua casa, passò dal riscaldamento del carbone e dalla cottura dell'olio al gas. Inoltre determinò la qualità dell'acqua del pozzo della proprietà attraverso test chimici per assicurarsi che le acque reflue non contaminassero l'acqua potabile.

### Eutenica
Richards ricavò il termine eutenica dal verbo greco eutheneo (Εὐθηνέω) che significa causare del bene.
Nel suo libro Euthenics: the science of controllaable environment (1910), definì il termine come il miglioramento delle condizioni di vita, attraverso uno sforzo cosciente, allo scopo di assicurare esseri umani efficienti.
Il vigoroso dibattito sul suo significato esatto, la confusione con il termine eugenetica, seguito dalla grande depressione e da due guerre mondiali, furono i principali fattori che portarono il movimento a non ottenere realmente i finanziamenti, né l'attenzione necessaria per mettere insieme un curriculum multidisciplinare come definito da Richards.
Richards fu la prima ad usare il termine eutenica in The Cost of Shelter (1905), con il significato di "scienza del vivere meglio".

### Attività di laboratorio
Dopo la sua prima esperienza come analista delle acque con il professor Nichols, Richards iniziò a testare acqua, aria e cibo e carta da parati e tessuti per l'arsenico. Nel 1878 e nel 1879 esaminò un gran numero di generi alimentari di base per lo stato. I risultati della sua indagine furono pubblicati nel primo rapporto annuale del Consiglio della sanità.
Il suo interesse per l'ambiente la portò a introdurre la parola ecologia in inglese intorno al 1892. La parola era stata coniata dal biologo tedesco Ernst Haeckel per descrivere la "famiglia della natura".
Gli interessi di Richards includevano anche l'applicazione di principi scientifici a situazioni domestiche, come l'alimentazione, l'abbigliamento, l'idoneità fisica, i servizi igienico-sanitari e la gestione domestica efficiente, creando il campo dell'economia domestica. Nel 1881 pubblicò The Chemistry of Cooking and Cleaning: A Manual for House-houseers.

## Educazione delle donne

### Assistente di laboratorio femminile
Sig.ra. Richards apparve davanti alla Woman's Education Association di Boston l'11 novembre 1875 e in un discorso, che fece una profonda impressione, espose i bisogni delle donne. Espresse la convinzione che il consiglio di amministrazione del MIT avrebbe garantito lo spazio per il laboratorio femminile se l'associazione avesse fornito i soldi necessari per strumenti, apparecchi e libri. Disse inoltre che le borse di studio sarebbero state indispensabili.
La Woman's Education Association nominò un comitato per avviare discussioni con l'Istituto di tecnologia, che portò alla creazione del MIT Woman's Laboratory nel novembre 1876. Richards divenne un assistente istruttore non retribuito nel 1879 in analisi chimica, chimica industriale, mineralogia e biologia applicata. La Woman's Education Association decise di raccogliere fondi per acquistare attrezzature per il laboratorio.

### American Public School Lunch Program
Un primo importante programma fu avviato in alcune scuole superiori di Boston nel 1894 per fornire pasti nutrizionali a prezzi bassi ai bambini. I pranzi non furono mai strumenti efficaci per insegnare la nuova nutrizione che i fondatori avevano previsto. Ma, poiché il programma forniva pasti nutrienti che i bambini non avrebbero ottenuto altrimenti, divenne la principale giustificazione per programmi di pranzo simili in altre città.
Nel 1946, il presidente Harry Truman firmò in legge il programma di pranzo scolastico nazionale per fornire pasti scolastici a basso costo o gratuiti a studenti qualificati attraverso sussidi alle scuole. Il programma fu istituito come un modo per sostenere i prezzi degli alimenti assorbendo le eccedenze agricole, fornendo allo stesso tempo cibo ai bambini in età scolare.

### American Home Economics Association
Nel 1908 Richards fu nominata primo presidente dell'American Home Economics Association, che nel 1994 fu ribattezzata American Association of Family and Consumer Sciences. Inoltre fondò il periodico dell'associazione, il Journal of Home Economics, in seguito ribattezzato Journal of Family and Consumer Sciences nel 1994.
I suoi libri e scritti su questo argomento includono Food Materials and their Adulterations (1886); Conservazione per risanamento ; La chimica della cucina e della pulizia ; The Cost of Living (1899); Aria, acqua e cibo (1900); Il costo del cibo ; Il costo del riparo ; L'arte di vivere bene ; Il costo della pulizia ; Sanitation in Daily Life (1907); ed Euthenics, the Science of Controllable Environment (1910).

## Morte
Richards morì nel 1911 dopo aver sofferto di angina. È sepolta nel cimitero di famiglia a Gardiner, nel Maine.

## Opere selezionate
- Ellen Richards, Food materials and their adulterations., Boston, Estes and Lauriat, (1885); Home Science Publishing Co., 1898  [1885],  pp. (iv, 183).
- Ellen Richards, Plain words about food: the Rumford kitchen leaflets 1899., Boston, Home Science Publishing Co., 1899,  pp. (176, [10] leaves of plates).
- Ellen Richards, First lessons in food and diet., 1stª ed., Boston, Whitcomb & Barrows, 1904.
- Ellen Richards, The Cost of Shelter., 1stª ed., New York, John Wiley & Sons; [etc.], 1905, ISBN 1414230125.   Ellen Richards, The Cost of Shelter., 1stª ed., New York, John Wiley & Sons; [etc.], 1905, ISBN 1414230125.   Ellen Richards, The Cost of Shelter., 1stª ed., New York, John Wiley & Sons; [etc.], 1905, ISBN 1414230125.
- Richards, Ellen (1906?). Carne e bevande Boston: Lega educazione sanitaria.
- Richards, Ellen (1908 circa). Il lavoratore efficiente . Boston: Lega educazione sanitaria.
- Richards, Ellen (1908 circa). Salute nei campi di lavoro . Boston: Lega educazione sanitaria.
- Richards, Ellen (1908 o 1909). Tonici e stimolanti . Boston: Lega educazione sanitaria.
- Ellen Richards, Air, water, and food: from a sanitary standpoint., 3rdª ed., New York, John Wiley & Sons, etc., 1909  [1900].  Ellen Richards, Air, water, and food: from a sanitary standpoint., 3rdª ed., New York, John Wiley & Sons, etc., 1909  [1900].  Ellen Richards, Air, water, and food: from a sanitary standpoint., 3rdª ed., New York, John Wiley & Sons, etc., 1909  [1900].  Ellen Richards, Air, water, and food: from a sanitary standpoint., 3rdª ed., New York, John Wiley & Sons, etc., 1909  [1900].  con Alpheus G. Woodman.
- Ellen Richards, Euthenics: The Science of Controllable Environment : A Plea for Better Conditions As a First Step Toward Higher Human Efficiency., 2ndª ed., Boston, Whitcomb & Barrows, 1912  [1910], ISBN 0405098278.   Ellen Richards, Euthenics: The Science of Controllable Environment : A Plea for Better Conditions As a First Step Toward Higher Human Efficiency., 2ndª ed., Boston, Whitcomb & Barrows, 1912  [1910], ISBN 0405098278.   Ellen Richards, Euthenics: The Science of Controllable Environment : A Plea for Better Conditions As a First Step Toward Higher Human Efficiency., 2ndª ed., Boston, Whitcomb & Barrows, 1912  [1910], ISBN 0405098278.
- Sumida, Kazuko, ed. (2007) Raccolta di opere di Ellen H. Swallow Richards . (5 voll. ) Tokyo: Edition Synapse. ISBN 978-4-86166-048-1